# Tarf
Tarf (Beta del Cranc / β Cancri) és l'estel més brillant de la constel·lació del Cranc amb magnitud aparent +3,50. El seu nom prové de l'àrab i significa «la punta», estant situat en una de les potes del cranc.
Altarf és un estel gegant taronja de tipus espectral K4III que s'hi troba a 290 anys llum del sistema solar. La seva lluminositat és 660 vegades superior a la del Sol i té un radi unes 50 vegades més gran que el radi solar, equivalent al 65% de la distància entre Mercuri i el Sol. Dins de les gegants se situa al costat de les més lluminoses, amb característiques molt semblants a les de Kochab (β Ursae Minoris), Etamin (γ Draconis) o Alpha Lyncis (α Lyncis). Va començar la seva vida sent un estel d'aproximadament 3 masses solars i actualment, en les últimes etapes de la seva evolució estel·lar, probablement estigui fusionant el seu heli intern en carboni i oxigen. Una peculiaritat d'Altarf és que és un estel de bari «lleu», sent la seva abundància en bari sis vegades major que la del Sol. En aquest tipus d'estels, el bari prové d'una company proper que va evolucionar abans i que avui és un nan blanc; en el cas d'Altarf, no obstant això, aquest última no ha estat detectat.
No obstant això, Altarf sembla tenir una tènue companya de magnitud 14, visualment a 29 segons d'arc. Probablement és una nana vermella, separada almenys 2600 ua de l'estel principal. El seu moviment parell per l'espai indica que són companyes reals.